# Taisto 8
Taisto 8 (även T 8) var en finländsk motortorpedbåt av T-klass. År 1949 ändrades T-båtarna om till patrullbåtar i enlighet med fredsfördraget. Fartygen avskrevs ur flottans register och såldes på auktion år 1964.

## Fartyg av klassen
- Tarmo
- Taisto
- Tyrsky
- Tuima
- Tuisku
- Tuuli

efter kriget
- Taisto 7
- Taisto 8